# جيم كانافان
جيم كانافان (بالإنجليزية: Jim Canavan)‏ هو لاعب كرة قاعدة أمريكي، ولد في 26 نوفمبر 1866 في نيو بدفورد في الولايات المتحدة، وتوفي بنفس المكان في 22 مايو 1949.

## وصلات خارجية
- جيم كانافان على موقعبيزبول رفرنس.كوم (الدوري الرئيسي) (الإنجليزية)
- جيم كانافان على موقعبيزبول رفرنس.كوم (الدوري الثانوي) (الإنجليزية)
- جيم كانافان على موقع مشجعي الرسوم البيانية (الإنجليزية)